# Fischzuchtanstalt
Fischzuchtanstalt ist eine Fischzucht sowie ein Wohnplatz der Gemeinde Werbach im Main-Tauber-Kreis im Nordosten Baden-Württembergs.

## Geographie
Die Fischzuchtanstalt befindet sich im Welzbachtal zwischen Werbachhausen und Werbach. Etwa 400 Meter westlich des Wohnplatzes Fischzuchtanstalt liegt der Wohnplatz Welzmühle. Etwa ein Kilometer westlich liegt der Hauptort Werbach.

## Kultur und Sehenswürdigkeiten
Am Wohnplatz befinden sich historische Fachwerkhäuser. Vom Wohnplatz Welzmühle führt ein Fußweg am Welzbach nach etwa 300 Metern bis zur Wallfahrtskapelle Liebfrauenbrunn. Siehe auch: Liste der Kulturdenkmale in Werbach.

## Verkehr
Der Welzbachtalradweg führt in der Nähe des Wohnplatz vorbei.